# 西聖和車站
西聖和車站（日语：／ Nishi-seiwa eki */?）是一由北海道旅客鐵道（JR北海道）所經營的鐵路車站，位於日本北海道旭川市境內，是地方交通線富良野線沿線一個無人駐守的車站，由JR北海道旭川支社負責管轄。

## 車站構造
西聖和車站的站內設有側式月台一座，僅一條乘車線。由於站內的月台長度只有約1.5輛列車長，因此當往富良野方向兩節編組列車停靠時，必須過站些許佔用緊鄰月台旁的平交道一小段空間，才得以讓乘客得以順利上下車。車站內僅設有一座小型候車室，因此並無公共廁所的設置。

## 車站周邊
西聖和車站位於農田地帶的正中央，附近僅有零星散佈的農社，人口密度極低。鄰近地區最主要的聚落位於車站西南方約500公尺、日本國道237號與452號的交會點附近。
- 國道237號（富良野國道）
- 國道452號（美瑛國道）
- 聖和簡易郵局
- 旭川機場（約7公里）

## 歷史
- 1958年（昭和33年）3月25日：以日本國有鐵道西聖和車站之姿開始營運，提供客運服務。
- 1987年（昭和62年）4月1日：日本國鐵分割民營化後，由JR北海道繼承業務。

## 相鄰車站
北海道旅客鐵道（JR北海道）
■富良野線
千代岡（F35）－西聖和（F34）－西神樂（F33）

## 外部連結
- （日語）西聖和車站（JR北海道旭川支社）
- （日語）全驛參觀之旅 （页面存档备份，存于）

43°43′16.41″N 142°22′16.91″E / 43.7212250°N 142.3713639°E